# 滴板
滴板（てきばん、英：spot plate）は実験器具のひとつで、くぼみを多数有する磁器の板である。くぼみに試料を微量とり、これに1滴の反応液を滴下し、その呈色や沈殿反応等を以て、成分の検出、同定を行う。このような定性分析は、点滴分析や斑点試験と呼ばれる（英：spot test）。